# Ruiterslied
Het Ruiterslied is van Duitse oorsprong. De tekst is afkomstig van G. Herwegh, Tübinger Burschenschaft, 1835 en de muziek is afkomstig van J. Lyra, Bonner Burschenschaft, 1843. De Nederlandse vertaling is van de hand van Emiel Vereecken, Leuven, 1907.
Bij bepaalde studentenverenigingen maakt dit lied deel uit van een speciale ceremonie, de zogenaamde zwanenzang.
Dit lied wordt door de laatstejaars gezongen. Voor ze beginnen worden de glazen gevuld.
De bange nacht is weeral om,
We rijden stil, we rijden stom,
We rijden ten verderve!
Hoe koud waait toch de morgenwind!
Weerdin, nu nog een glas gezwind
Voor 't sterven.
Voor 't sterven.
Hoe staat het jonge gras nu groen,
Maar bloeden zal het morgen doen,
Mijn eigen bloed zal 't verven
De eerste slok, met 't zweerd in hand,
Gedronken voor het vaderland
Voor 't sterven.
Voor 't Sterven.
Hier wordt een eerste slok gedronken.
De tweede slok van d'edele wijn,
Zal voor de heilige vrijheid zijn,
Voor vrijheid, have en erve;
Hier wordt de tweede slok gedronken.
De rest zij nog een huldeblijk,
De laatst aan 't oud Romeinse rijk
Voor 't sterven.
Voor 't sterven.
Hier wordt de derde en laatste slok gedronken. Het glas is leeg.
Voor 't liefken, maar mijn glas is uit,
De spere blinkt, de kogel fluit,
Draag aan mijn kind de scherven,
Hier wordt het glas kapotgegooid op de grond.
Vooruit nu naar de laatste slag.
O, ruiterslust in vroege dag.
Te sterven.
Te sterven.